# Солнечный коллектор

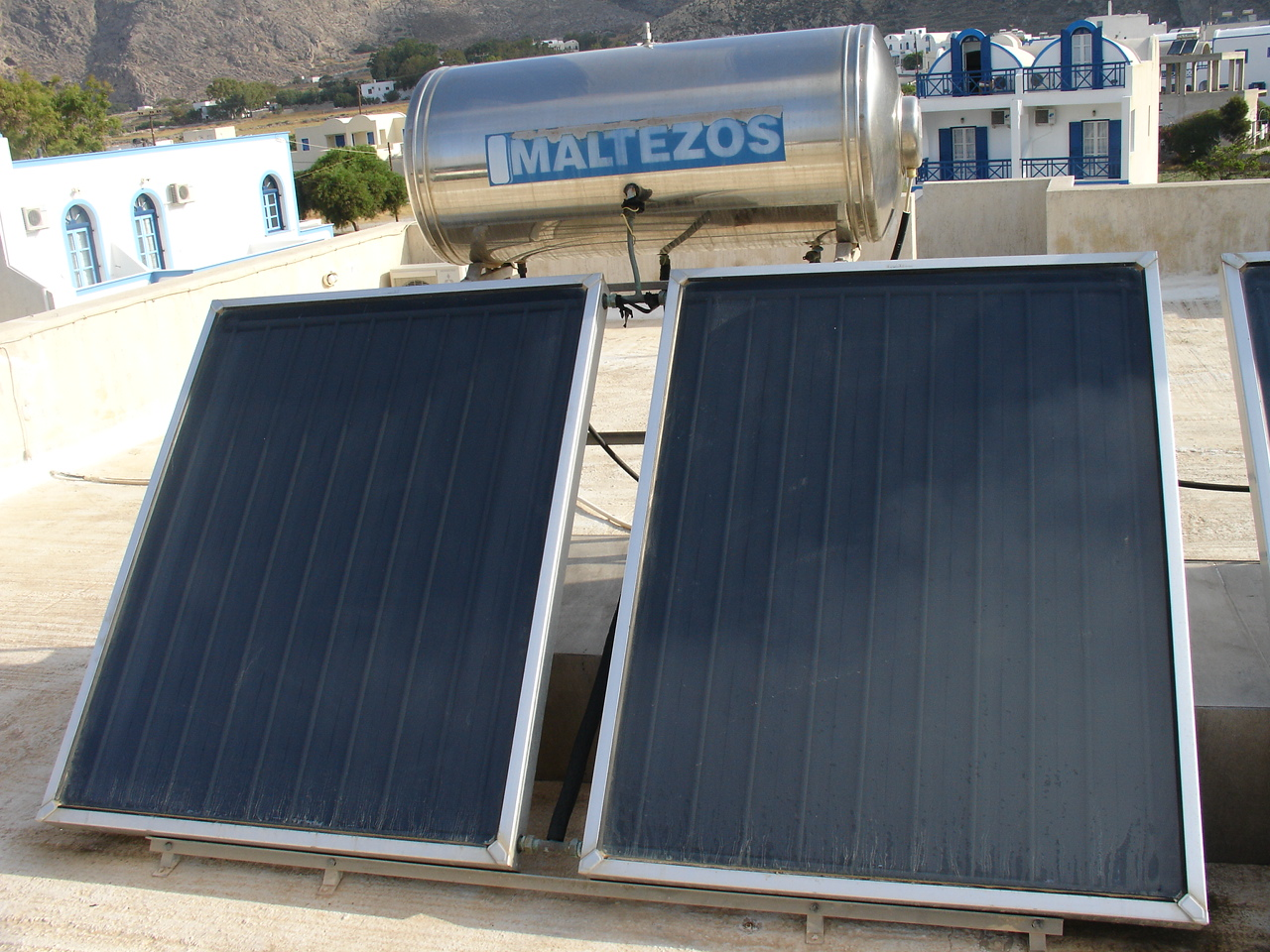

Солнечный коллектор — устройство для сбора тепловой энергии Солнца (гелиоустановка), переносимой видимым светом и ближним инфракрасным излучением. В отличие от солнечных батарей, производящих электричество, солнечный коллектор производит нагрев материала-теплоносителя.
Обычно применяются для нужд горячего водоснабжения и отопления помещений.

## Типы солнечных коллекторов

### Плоские

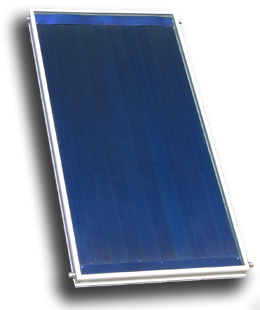
Плоский солнечный коллектор

Плоский коллектор состоит из элемента, поглощающего солнечное излучение (абсорбер), прозрачного покрытия и термоизолирующего слоя. Абсорбер связан с теплопроводящей системой. Он покрывается чёрной краской либо специальным селективным покрытием (обычно чёрный никель или напыление оксида титана) для повышения эффективности. Прозрачный элемент обычно выполняется из закалённого стекла с пониженным содержанием металлов, либо особого рифлёного поликарбоната. Задняя часть панели покрыта теплоизоляционным материалом (например, полиизоцианурат). Трубки, по которым распространяется теплоноситель, изготавливаются из сшитого полиэтилена либо меди. Сама панель является воздухонепроницаемой, для чего отверстия в ней закрываются силиконовым герметиком.
Чем больше падающей энергии передаётся теплоносителю, протекающему в коллекторе, тем выше его эффективность. Повысить её можно, применяя специальные оптические покрытия, не излучающие тепло в инфракрасном спектре.

### Вакуумные

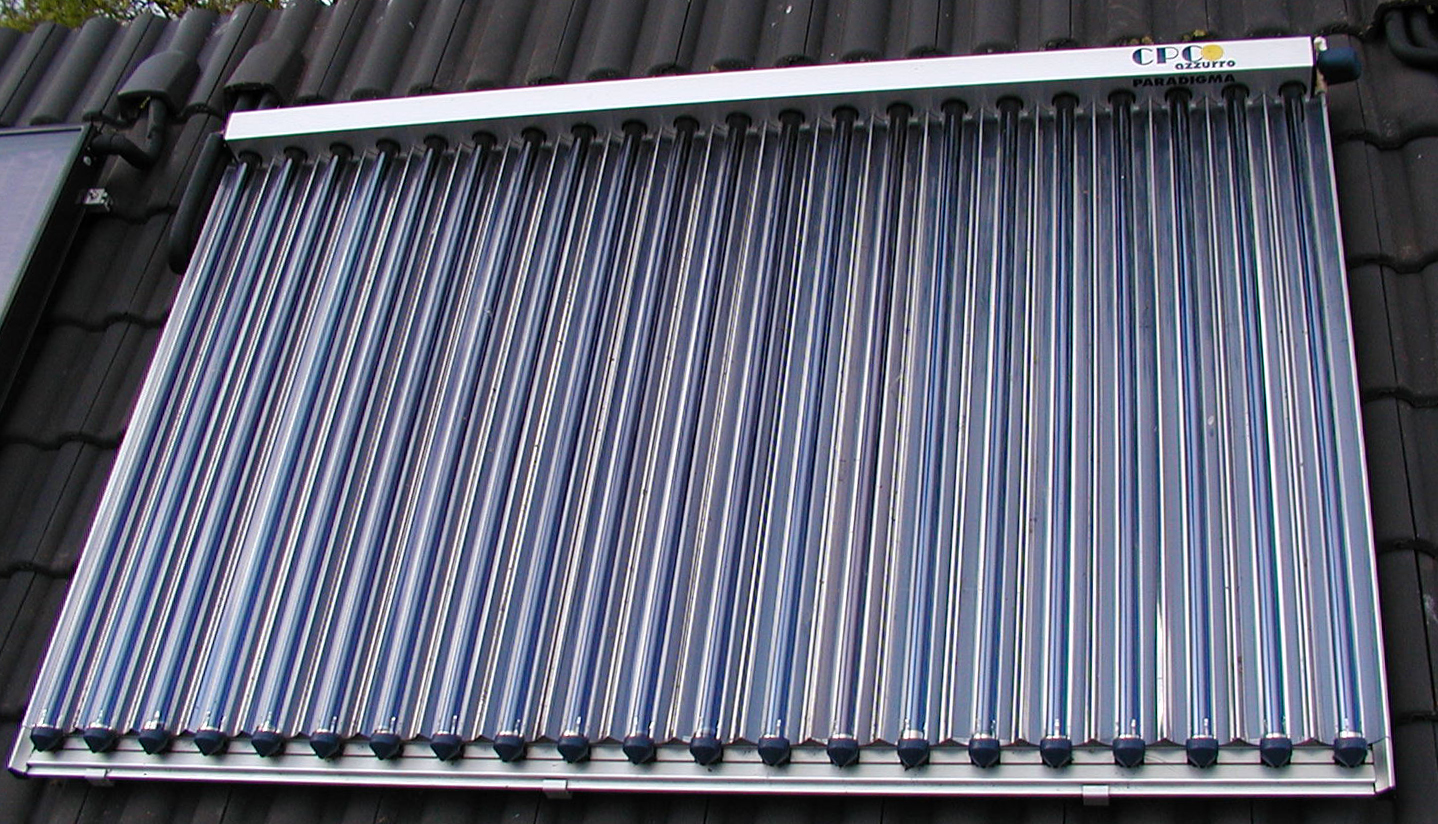
Вакуумный солнечный коллектор

Возможно повышение температур теплоносителя вплоть до 250—300 °C в режиме ограничения отбора тепла. Добиться этого можно за счёт уменьшения тепловых потерь в результате использования многослойного стеклянного покрытия, герметизации или создания в коллекторах вакуума.
Фактически солнечная тепловая труба имеет устройство, схожее с бытовыми термосами. Только внешняя часть трубы прозрачна, а на внутренней трубке нанесено высокоселективное покрытие, улавливающее солнечную энергию. Между внешней и внутренней стеклянной трубкой находится вакуум. Именно вакуумная прослойка даёт возможность сохранить около 95 % улавливаемой тепловой энергии.
Кроме того, в вакуумных солнечных коллекторах нашли применение тепловые трубки, выполняющие роль проводника тепла. При облучении установки солнечным светом жидкость, находящаяся в нижней части трубки, нагреваясь, превращается в пар. Пары поднимаются в верхнюю часть трубки (конденсатор), где конденсируясь передают тепло коллектору. Использование данной схемы позволяет достичь большего КПД (по сравнению с плоскими коллекторами) при работе в условиях низких температур и слабой освещенности.
Современные бытовые солнечные коллекторы способны нагревать воду вплоть до температуры кипения даже при отрицательной окружающей температуре.

### Устройство бытового коллектора
Теплоноситель (вода, воздух, масло или антифриз) нагревается, циркулируя через коллектор, а затем передает тепловую энергию в бак-аккумулятор, накапливающий горячую воду для потребителя.
В простом варианте циркуляция воды происходит естественно из-за разности температур в коллекторе. Такое решение позволяет повысить эффективность солнечной установки, поскольку КПД солнечного коллектора снижается с ростом температуры теплоносителя.
Бывают и солнечные водонагревательные установки аккумуляционного типа, в которых отсутствует отдельный бак-аккумулятор, а нагретая вода сохраняется непосредственно в солнечном коллекторе. В этом случае установка представляет собой близкий к прямоугольной форме бак.

### Преимущества и недостатки плоских и вакуумных коллекторов
| Вакуумные трубчатые                                                                  | Плоские высокоселективные                                                             |
| ------------------------------------------------------------------------------------ | ------------------------------------------------------------------------------------- |
| Преимущества                                                                         | Преимущества                                                                          |
| Низкие теплопотери                                                                   | Способность очищаться от снега и инея                                                 |
| Работоспособность в холодное время года до −30С                                      | Высокая производительность летом                                                      |
| Способность генерировать высокие температуры                                         | Отличное соотношение цена/производительность для южных широт и тёплого климата        |
| Длительный период работы в течение суток                                             | Возможность установки под любым углом                                                 |
| Удобство монтажа                                                                     | Меньшая начальная стоимость                                                           |
| Низкая парусность                                                                    |                                                                                       |
| Отличное соотношение цена/производительность для умеренных широт и холодного климата |                                                                                       |
| Недостатки                                                                           | Недостатки                                                                            |
| Неспособность к самоочистке от снега                                                 | Высокие теплопотери                                                                   |
| Относительно высокая начальная стоимость проекта                                     | Низкая работоспособность в холодное время года                                        |
| Рабочий угол наклона не менее 20°                                                    | Сложность монтажа, связанная с необходимостью доставки на крышу собранного коллектора |
|                                                                                      | Высокая парусность                                                                    |

### Солнечные коллекторы-концентраторы
Повышение эксплуатационных температур до 120—250 °C возможно путём введения в солнечные коллекторы концентраторов с помощью параболоцилиндрических отражателей, проложенных под поглощающими элементами. Для получения более высоких эксплуатационных температур требуются устройства слежения за солнцем.

### Солнечные воздушные коллекторы
Солнечные воздушные коллекторы — это приборы, работающие на энергии Солнца и нагревающие воздух. Солнечные воздушные коллекторы чаще всего используются для отопления помещений, сушки сельскохозяйственной продукции. Воздух проходит через поглотитель благодаря естественной конвекции или под воздействием вентилятора.
В некоторых солнечных воздухонагревателях к поглощающей пластине присоединены вентиляторы, которые улучшают теплопередачу. Недостаток этой конструкции в том, что она расходует энергию на работу вентиляторов, таким образом увеличивая затраты на эксплуатацию системы. В холодном климате воздух направляется в промежуток между пластиной-поглотителем и утеплённой задней стенкой коллектора: таким образом избегают потерь тепла сквозь остекление. Однако, если воздух нагревается не более, чем на 17 °С выше температуры наружного воздуха, теплоноситель может циркулировать по обе стороны от пластины-поглотителя без больших потерь эффективности.
Основными достоинствами воздушных коллекторов являются их простота и надёжность. При надлежащем уходе качественный коллектор может прослужить 10-30 лет, а управление им весьма несложно. Теплообменник не требуется, так как воздух не замерзает.

## Применение

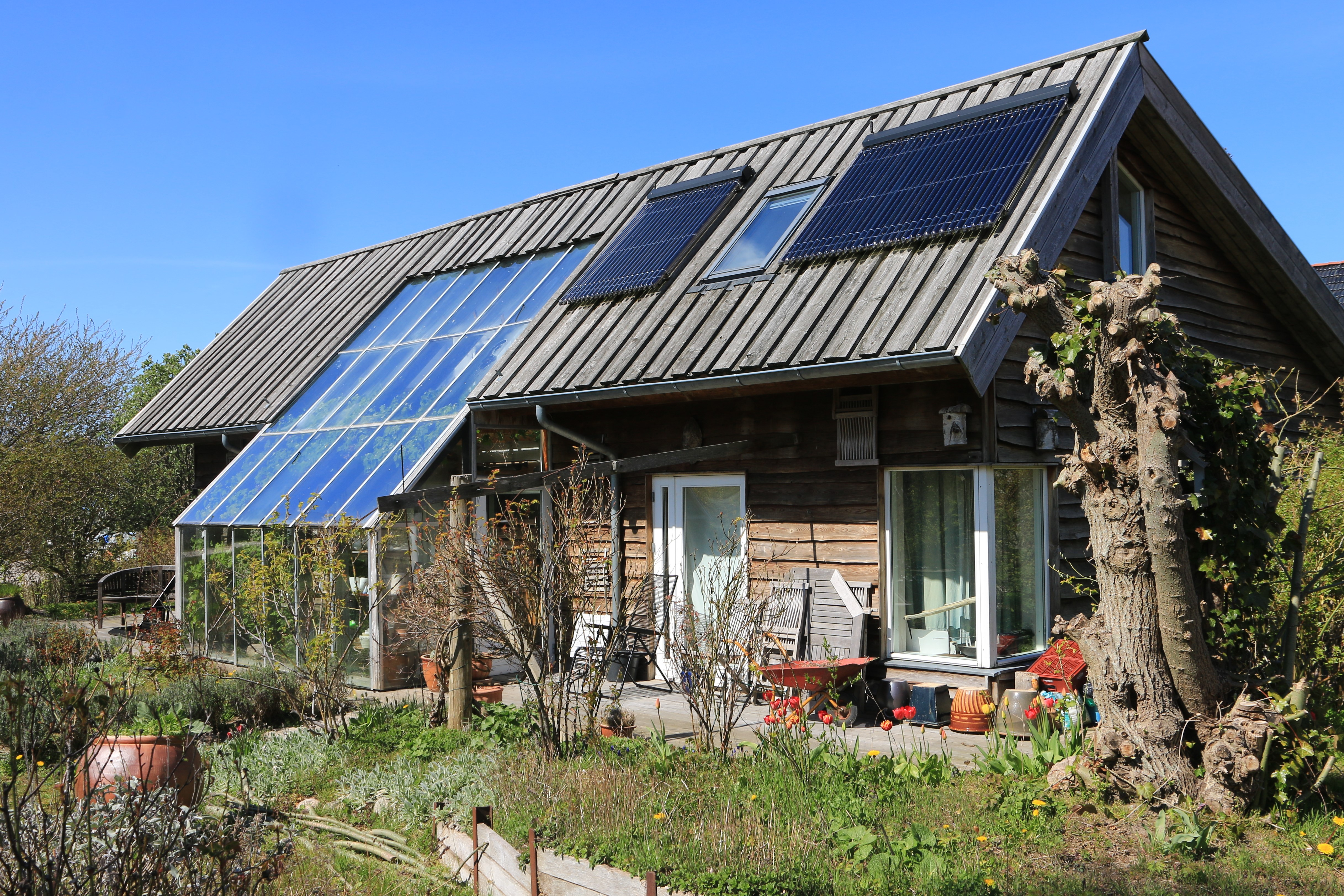
солнечные водонагреватели на крыше дома в Дании

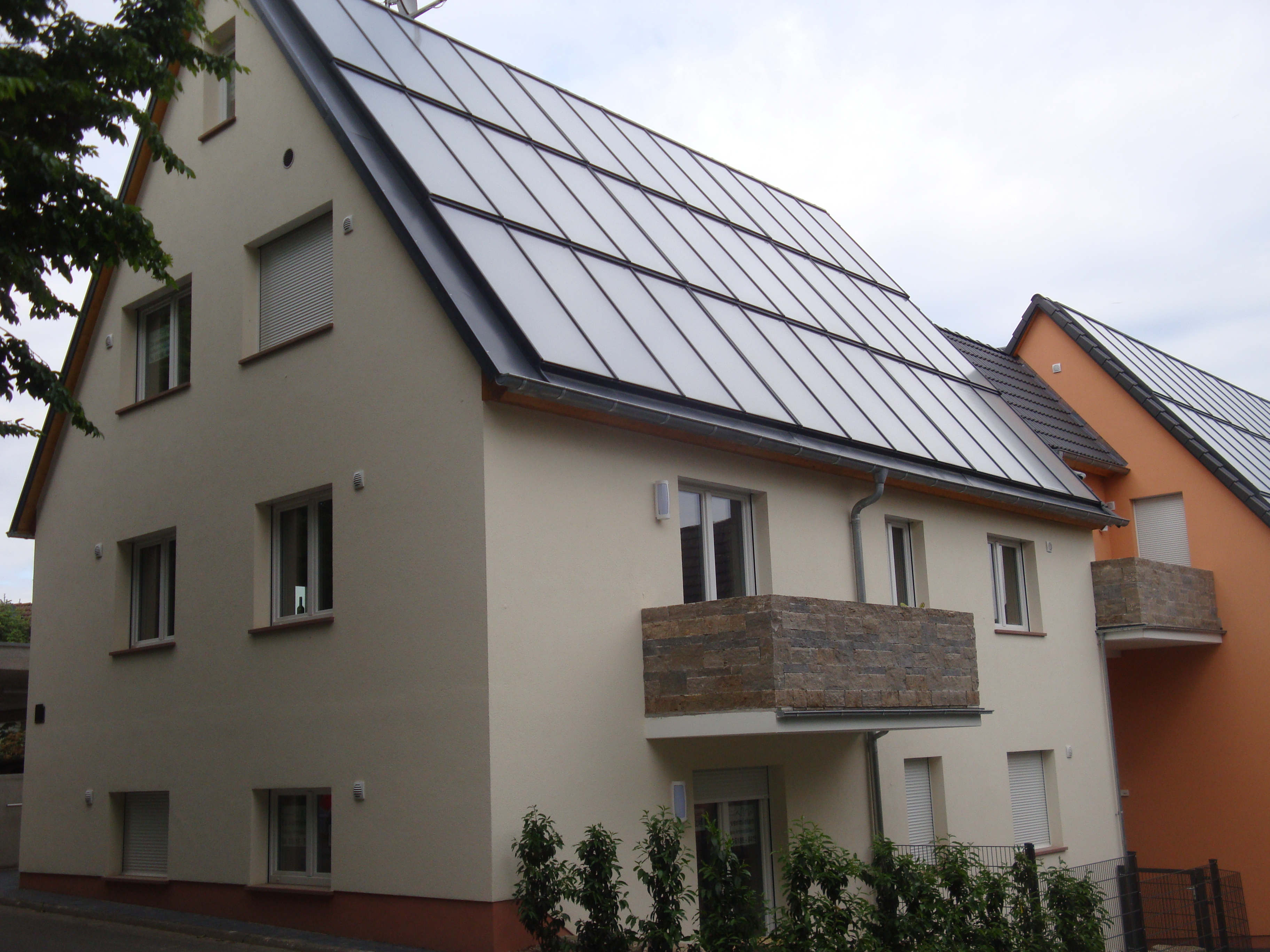
Солнечные водонагреватели на крыше в Германии

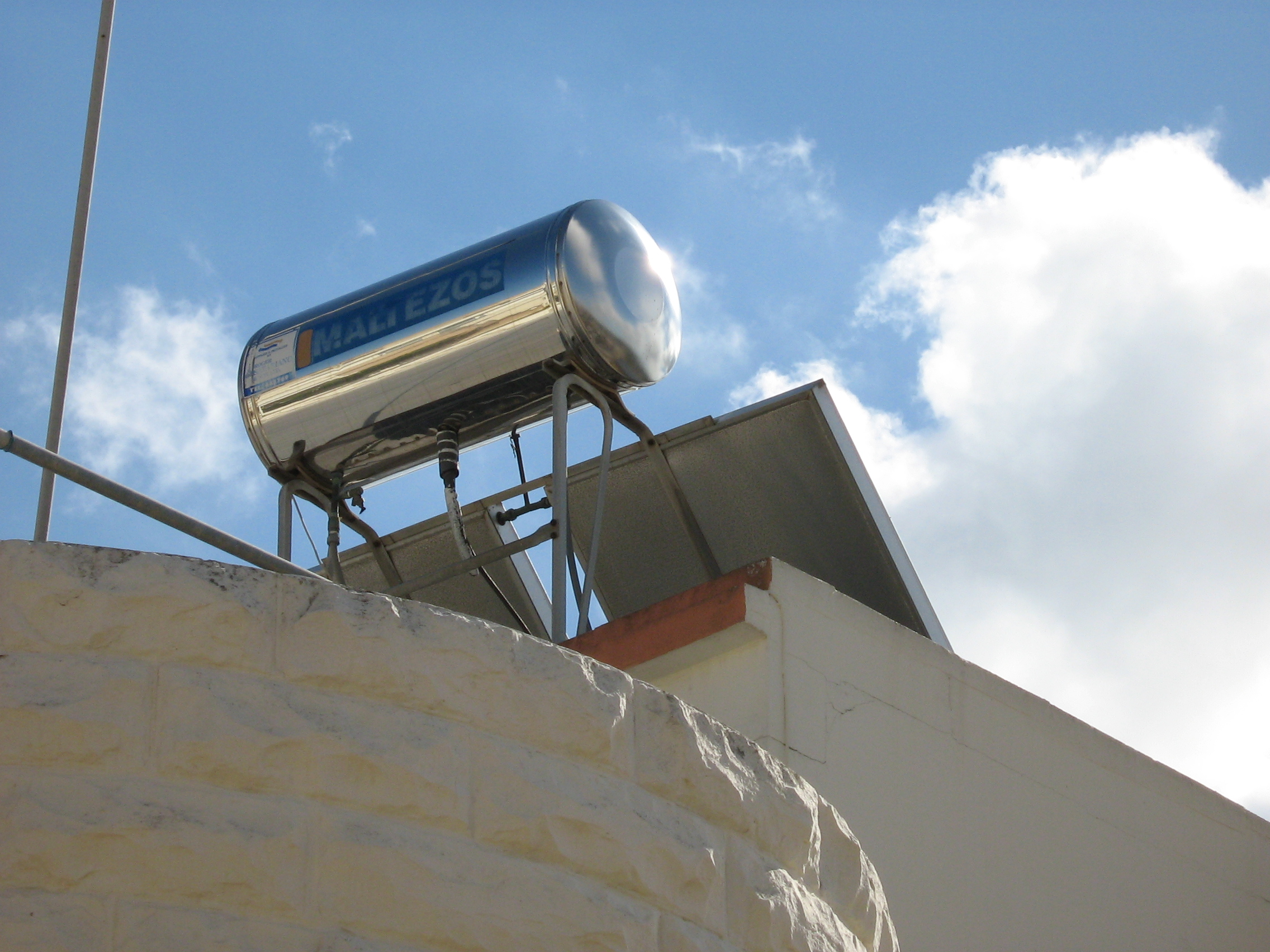
Солнечный водонагреватель на жилом доме. Мальта.

Попытки использования солнечной энергии для обогрева предпринимались уже в античности — в связи с ростом городов и возросшими потребностями в топливе для отопления домов в условиях сокращения лесов и усиливавшегося дефицита дров. Римский писатель Плиний Младший упоминал, что его вилла была построена так, что «собирала и увеличивала тепло солнца» за счёт продуманного расположения окон. Археологические раскопки древнегреческого города Олинфа подтвердили, что город был построен по единому плану и дома были расположены таким образом, чтобы зимой собирать как можно больше тепла от солнца, а летом не перегреваться.
Солнечные коллекторы применяются для отапливания промышленных и бытовых помещений, для горячего водоснабжения производственных процессов и бытовых нужд.
Наибольшее количество производственных процессов, в которых используется тёплая и горячая вода (30—90 °C), проходят в пищевой и текстильной промышленности, которые таким образом имеют самый высокий потенциал для использования солнечных коллекторов.
В Европе в 2000 году общая площадь солнечных коллекторов составляла 14,89 млн м², а во всём мире — 71,341 млн м².
Солнечные коллекторы — концентраторы могут производить электроэнергию с помощью фотоэлектрических элементов или двигателя Стирлинга.
Солнечные коллекторы могут использоваться в установках для опреснения морской воды. По оценкам Германского аэрокосмического центра (DLR) к 2030 году себестоимость опреснённой воды снизится до 40 евроцентов за кубический метр воды

### В России
По исследованиям ОИВТ РАН в тёплый период (с марта—апреля по сентябрь) на большей части территории России средняя дневная сумма солнечного излучения составляет 4,0-5,0 кВтч/м² (на юге Испании — 5,5-6,0 кВтч/м², на юге Германии — до 5 кВтч/м²). Это позволяет нагревать для бытовых целей около 100 л воды с помощью солнечного коллектора площадью 2 м² с вероятностью до 80 %, то есть практически ежедневно. По среднегодовому поступлению солнечной радиации лидерами являются Забайкалье, Приморье и Юг Сибири. За ними идут юг европейской части (приблизительно до 50º с. ш.) и значительная часть Сибири.
Использование солнечных коллекторов в России составляет 0,2 м²/1000 чел.. В Германии эксплуатируется 140 м²/1000 чел., в Австрии 450 м²/1000 чел., на Кипре около 800 м²/1000 чел..
В летнем периоде, большинство районов России вплоть до 65º с. ш. характеризуются высокими значениями среднедневной радиации. В зимнее время количество поступающей солнечной энергии снижается в зависимости от широтного расположения установки в несколько раз.
Для всесезонного применения установки должны иметь большую поверхность, два контура с антифризом, дополнительные теплообменники. В таком случае применяется вакуумированные коллекторы или плоские коллекторы с высокоселективным покрытием, поскольку разность температур между нагреваемым теплоносителем и наружным воздухом больше. Однако такая конструкция выше по стоимости.
Сооружение коллекторов в настоящее время осуществляется, в основном, в Краснодарском крае, Бурятии, в Приморском и Хабаровском краях.

## Солнечные башни

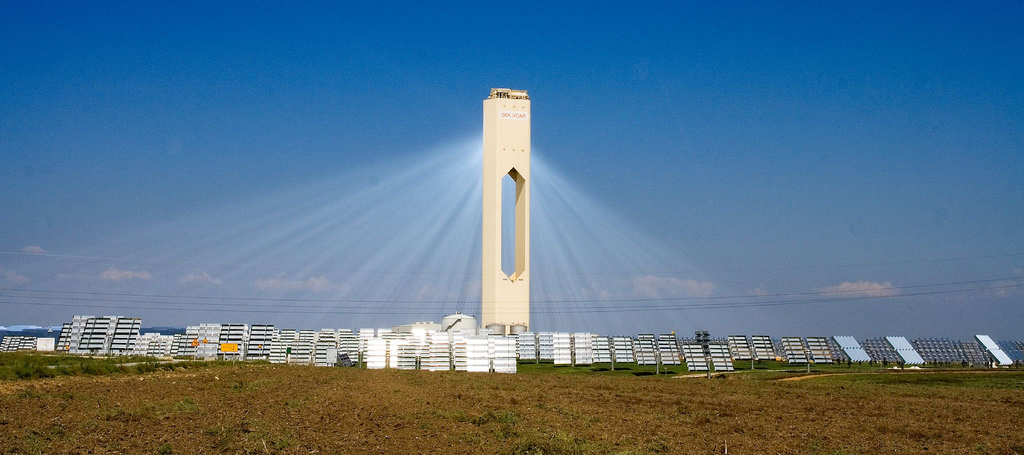
Солнечная башня, Севилья, Испания. Построена в 2007 г.

Впервые идея создания солнечной электростанции промышленного типа была выдвинута советским инженером Н. В. Линицким в 1930-х гг. Тогда же им была предложена схема солнечной станции с центральным приёмником на башне. В ней система улавливания солнечных лучей состояла из поля гелиостатов — плоских отражателей, управляемых по двум координатам. Каждый гелиостат отражает лучи солнца на поверхность центрального приёмника, который для устранения влияния взаимного затенения поднят над полем гелиостатов. По своим размерам и параметрам приёмник аналогичен паровому котлу обычного типа.
Экономические оценки показали целесообразность использования на таких станциях крупных турбогенераторов мощностью 100 МВт. Для них типичными параметрами являются температура 500 °C и давление 15 МПа. С учётом потерь для обеспечения таких параметров требовалась концентрация порядка 1000. Такая концентрация достигалась с помощью управления гелиостатами по двум координатам. Станции должны были иметь тепловые аккумуляторы для обеспечения работы тепловой машины при отсутствии солнечного излучения.
В США с 1982 г. было построено несколько станций башенного типа мощностью от 10 до 100 МВт. Подробный экономический анализ систем этого типа показал, что с учётом всех затрат на сооружение 1 кВт установленной мощности стоит примерно $1150. Один кВт·ч электроэнергии стоил около $0,15.

## Параболоцилиндрические концентраторы

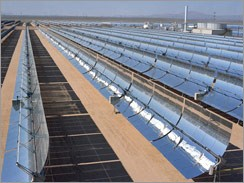
Параболоцилиндрические концентраторы.

Параболоцилиндрические концентраторы имеют форму параболы, протянутую вдоль прямой.
В 1913 году Франк Шуман построил в Египте водоперекачивающую станцию из параболоцилиндрических концентраторов. Станция состояла из пяти концентраторов каждый 62 метра в длину. Отражающие поверхности были изготовлены из обычных зеркал. Станция вырабатывала водяной пар, с помощью которого перекачивала около 22 500 литров воды в минуту.
Параболоцилиндрический зеркальный концентратор фокусирует солнечное излучение в линию и может обеспечить его стократную концентрацию. В фокусе параболы размещается трубка с теплоносителем (масло), или фотоэлектрический элемент. Масло нагревается в трубке до температуры 300—390 °C. В августе 2010 года специалисты NREL испытали установку компании SkyFuel. Во время испытаний была продемонстрирована термальная эффективность параболоцилиндрических концентраторов 73 % при температуре нагрева теплоносителя 350 °C.
Параболоцилиндрические зеркала изготовляют длиной до 50 метров. Зеркала ориентируют по оси север—юг, и располагают рядами через несколько метров. Теплоноситель поступает в тепловой аккумулятор для дальнейшей выработки электроэнергии паротурбинным генератором.
С 1984 года по 1991 год в Калифорнии было построено девять электростанций из параболоцилиндрических концентраторов общей мощностью 354 МВт. Стоимость электроэнергии составляла около $0,12 за кВт·ч.
Германская компания Solar Millennium AG строит во Внутренней Монголии (Китай) солнечную электростанцию. Общая мощность электростанции увеличится до 1000 МВт к 2020 году. Мощность первой очереди составит 50 МВт.
В июне 2006 года в Испании была построена первая термальная солнечная электростанция мощностью 50 МВт. В Испании к 2010 году может быть построено 500 МВт электростанций с параболоцилиндрическими концентраторами.
Всемирный банк финансирует строительство подобных электростанций в Мексике, Марокко, Алжире, Египте и Иране.
Концентрация солнечного излучения позволяет сократить размеры фотоэлектрического элемента. Но при этом снижается его КПД, и требуется некая система охлаждения.

## Параболические концентраторы

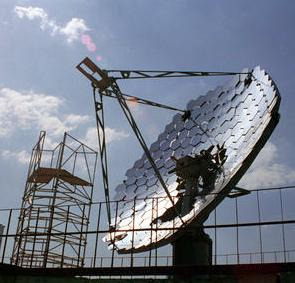
Экспериментальный коллектор НПО «Астрофизика»

Параболические концентраторы имеют форму параболоида вращения. Параболический отражатель управляется по двум координатам при слежении за солнцем. Энергия солнца фокусируется на небольшой площади. Зеркала отражают около 92 % падающего на них солнечного излучения. В фокусе отражателя на кронштейне закреплён двигатель Стирлинга, или фотоэлектрические элементы. Двигатель Стирлинга располагается таким образом, чтобы область нагрева находилась в фокусе отражателя. В качестве рабочего тела двигателя Стирлинга используется, как правило, водород, или гелий.
В феврале 2008 года Национальная лаборатория Sandia достигла эффективности 31,25 % в установке, состоящей из параболического концентратора и двигателя Стирлинга.
В настоящее время строятся установки с параболическими концентраторами мощностью 9—25 кВт. Разрабатываются бытовые установки мощностью 3 кВт. КПД подобных систем около 22—24 %, что выше, чем у фотоэлектрических элементов. Коллекторы производятся из обычных материалов: сталь, медь, алюминий, и т. д. без использования кремния «солнечной чистоты». В металлургии используется так называемый «металлургический кремний» чистотой 98 %. Для производства фотоэлектрических элементов используется кремний «солнечной чистоты», или «солнечной градации» с чистотой 99,9999 %.
В 2001 году стоимость электроэнергии, полученной в солнечных коллекторах составляла $0,09—0,12 за кВт·ч. Департамент энергетики США прогнозирует, что стоимость электроэнергии, производимой солнечными концентраторами снизится до $0,04—0,05 к 2015 — 2020 году.
Компания Stirling Solar Energy разрабатывает солнечные коллекторы крупных размеров — до 150 кВт с двигателями Стирлинга. Компания строит в южной Калифорнии крупнейшую в мире солнечную электростанцию. До 2010 года будет 20 тысяч параболических коллекторов диаметром 11 метров. Суммарная мощность электростанции может быть увеличена до 850 МВт.

## Линзы Френеля
Линзы Френеля используются для концентрации солнечного излучения на поверхности фотоэлектрического элемента или на трубке с теплоносителем. Применяются как кольцевые, так и поясные линзы. В английском языке употребляется термин LFR — linear Fresnel reflector.

## Распространение
В 2010 году во всём мире работало 1170 МВт солнечных термальных электростанций. Из них в Испании 582 МВт и в США 507 МВт. Планируется строительство 17,54 ГВт солнечных термальных электростанций. Из них в США 8670 МВт, в Испании 4460 МВт, в Китае 2500 МВт. В 2011 году насчитывалось 23 производителя и поставщика плоских коллекторов из 12 стран; 88 производителей и поставщиков вакуумных коллекторов из 21 страны.